# Rewolwer (film)
Rewolwer (org. Day of the Evil Gun) – amerykański western z 1968 roku.

## Główne role
- Glenn Ford - Lorn Warfield
- Arthur Kennedy - Owen Forbes
- Dean Jagger - Jimmy Noble
- John Anderson - kapitan Jefferson Addis
- Paul Fix - szeryf Kelso
- Nico Minardos - Jose Luis Gomez de la Tierra y Cordoba DeLeon
- Harry Dean Stanton - sierżant Parker
- Pilar Pellicer - Lydia Yearby
- Parley Baer - Willford
- Royal Dano - dr Eli Prather
- Ross Elliott - Yearby
- Barbara Babcock - Angie Warfield

## Fabuła
Warfield, samotny kowboj zostaje wynajęty przez swojego sąsiada Forbesa. Ma pomóc mu w odzyskaniu żony i dzieci porwanych przez Indian. Wkrótce dołącza się do nich ekscentryczny Jimmy Noble. Cała trójka przeżyje trudne tortury u Indian, ale też i konfederatów...